# Santiago Beruete

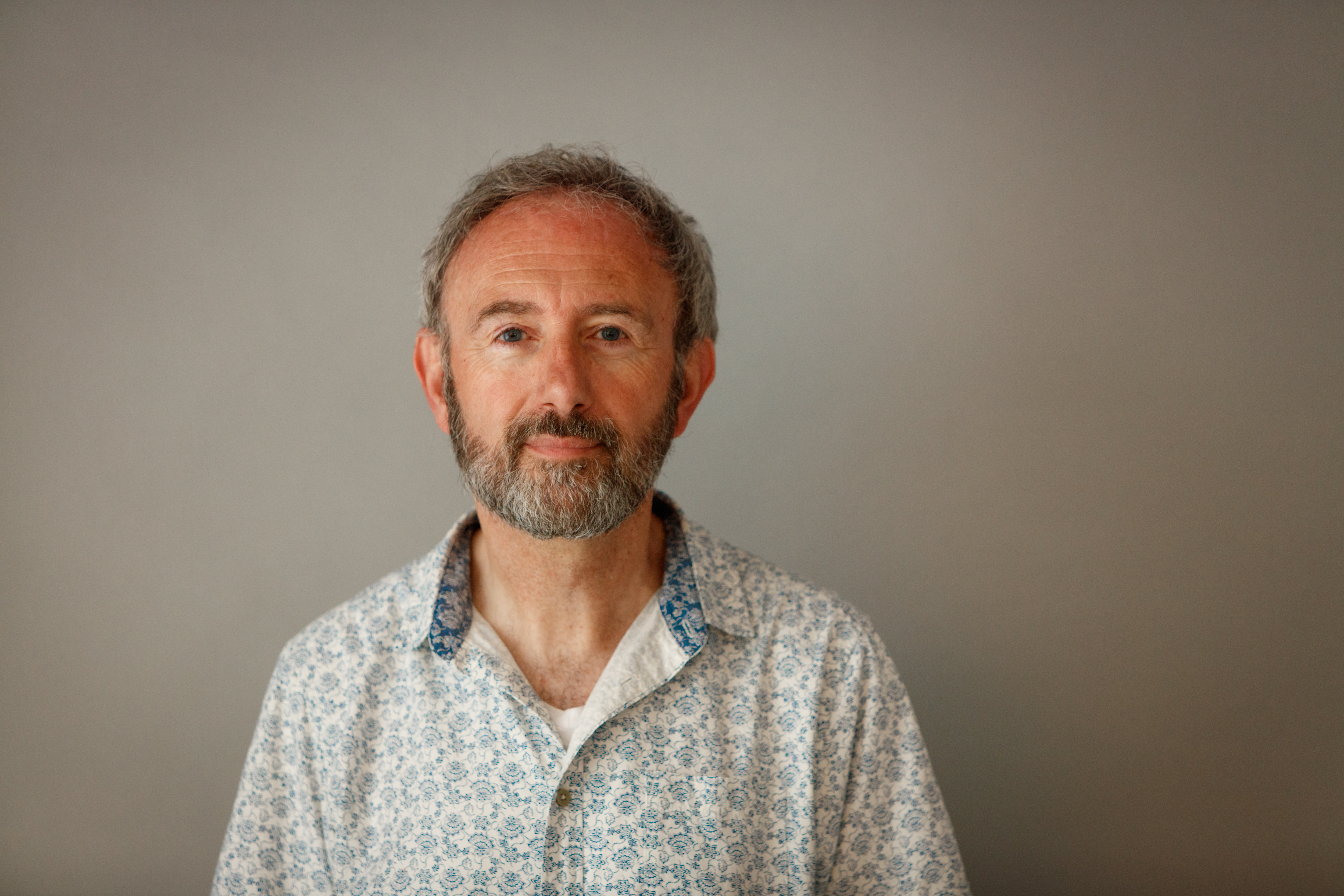
Santiago Beruete

Santiago Beruete Valencia (Pamplona, 20 de junio de 1961) es un escritor, educador y filósofo español.

## Biografía
Santiago Beruete (Pamplona, 1961) es licenciado en Antropología así como en Filosofía. Se doctoró en esta última disciplina con una tesis titulada Los jardines de la utopía: ética, estética y política. Desde hace tres décadas reside en la isla de Ibiza, donde compagina su actividad docente e investigadora con la creación literaria. Ha escrito varios poemarios, colecciones de relatos, novelas y ensayos que han merecido diferentes premios nacionales e internacionales (Premio Arga de Poesía, Premio Constitución de Ensayo, Premio Tiflos de Narrativa, Premio Francisco Ynduráin de las Letras, Concurso de Cuentos Gabriel Miró, Concurso de Cuentos Ciudad de San Sebastián, entre otros). Ha colaborado, asimismo, con periódicos españoles e hispanoamericanos, como El País, La Vanguardia, El Mundo, El Periódico, El Universal, Público, El Comercio, con Radio Euskadi y con revistas tanto españolas como de otros países, entre las que se cuentan Clarín, El País Semanal, Cambio, La Maleta de Portbou, El Malpensante, El Hedonista, Verlanga o Luces.
Sus libros Jardinosofía. Una historia filosófica de los jardines, Verdolatría. La naturaleza nos enseña a ser humanos, Aprendívoros. El cultivo de la curiosidad y la narración de narraciones Un trozo de tierra son fruto de la polinización cruzada entre literatura, jardinería, filosofía y educación. El jardín como metáfora visual de una buena vida y un símbolo de una mente cultivada preside este ciclo de obras, que culmina con el libro PLAN(e)TA. Calidoscopio filosofal, que será publicado próximamente como los títulos anteriores por la editorial Turner. Ha sido traducido al francés, al italiano, al árabe y al chino.

## Obra
- 1987: El animal de dos espaldas (poesía), Pamiela
- 1988: Visión del último invitado (poesía), Pamiela (en colaboración con Fernando Chivite)

- 1990: Los furores inútiles (relatos filosóficos), Torre Manrique
- 1992: Narradores vascos. Antología de la narrativa breve vasca actual, Hierbaola
- 1989: Libro del ajedrez amoroso (ensayo), Editora Regional de Extremadura
- 2002: Libro del ajedrez amoroso (ensayo), Casiopea
- 2016: Jardinosofía. Una historia filosófica de los jardines (ensayo), Turner
- 2018: Verdolatría. La naturaleza nos enseña a ser humanos (ensayo), Turner
- 2020: Aprendívoros. El cultivo de la curiosidad (ensayo), Turner
- 2022: Un trozo de tierra (narrativa), Turner
- 2025: PLAN(e)TA. Calidoscopio filosofal (ensayo), Turner

## Crítica
En el diario El País, Francisco Calvo Serraller opinó que «no se trata solo de cómo la filosofía se ha desarrollado en medio de jardines, como con sabia y refinada erudición lo pone de relieve Santiago Beruete en su gratificante libro, sino de cómo ponemos a prueba nuestra menesterosa naturaleza a través del cuidado de la naturaleza exterior de la que formamos parte inseparable y, mediante ese espejo, construimos ese jardín interior en el que los demás florecen». En El País, Anatxu Zabalbeascoa describió a Beruete así: «Este profesor de instituto se ha convertido, a base de tesón, entusiasmo y libros, en “el filósofo verde”». En Fanfan, Alfredo Urdaci destacó que «su capacidad de crear ficción a través de datos de la realidad es sobresaliente. Integra conocimientos de muchas disciplinas y experiencias, relata con intriga y con capacidad de sorpresas».